# Tareg Hamedi
Tareg Ali Hamedi (in arabo طارق علي حميدي‎?; Al Jubayl, 26 luglio 1998) è un karateka saudita, vincitore della medaglia d'argento olimpica a Tokyo 2021.

## Palmarès
- Giochi olimpici

Tokyo 2020: argento